# Gullholmens landskommun
Gullholmens landskommun var en tidigare kommun i dåvarande Göteborgs och Bohus län.

## Administrativ historik
I samband med att 1862 års kommunalförordningar trädde i kraft den 1 januari 1863 inrättades i  Gullholmens socken i Orusts västra härad i Bohuslän denna kommun.
I kommunen inrättades 29 januari 1886 Gullholmens municipalsamhälle
Vid  kommunreformen 1952 uppgick landskommunen med municipalsamhället i Morlanda landskommun som 1971 uppgick i Orusts kommun.